# Хергозерский, Алексей Никитич
Алексей Никитич Хергозерский (1812, Российская империя — 26 февраля [10 марта] 1891, Вологда) — русский духовный писатель и педагог.

## Биография

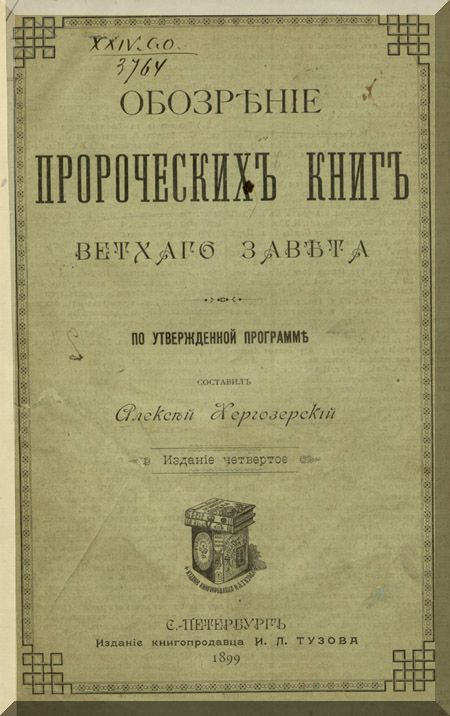
Алексей Хергозерскій. Обозреніе пророческихъ книгъ Ветхаго Завета : по утверждённой программе. 1899

Сын причетника Олонецкой епархии. Родился в 1812 году, в Каргопольском духовном училище получил низшее образование, в Олонецкой духовной семинарии (1829—1835) — среднее и в 1835 поступил в Санкт-Петербургскую духовную академию, окончил курс в 1839 со степенью кандидата богословия.
Еще обучаясь в академии, под влиянием лекций знаменитого профессора еврейского языка и его словесности протоиерея Герасима Павского, увлекся священным писанием и был одним из самых деятельных сотрудников профессора по переводу священных книг Ветхого Завета с еврейского на русский язык.
С 27.09.1839 был назначен на должность учителя по классам церковной истории и священного писания в Вологодской духовной семинарии. В течение 40 лет занимался педагогической деятельностью. В 1881 вышел в отставку.

## Литературно-научная деятельность
В рукописном виде остались записки А. Хергозерского почти на все книги священного писания Ветхого и Нового Завета и особо обработанные статьи по разным предметам в области той же науки. Были опубликованы лишь две довольно большие по объёму книги трудов А. Хергозерского: «Исагогика, или Введение в книги священного писания Нового завета», (СПб., 1860) и «Обозрение пророческих книг Ветхого Завета» (СПб., 1873; 4 изд., ib., 1899). Первая из этих книг, предназначенных в качестве учебника для духовных семинарий, по своему времени представляла совершенную новинку в области богословской учебной литературы и скоро разошлась в продаже; а вторую, несмотря на появившиеся уже в то время некоторые другие труды подобного рода, Учебный комитет при Священном Синоде удостоил премии и признал нужным ввести в качестве учебника в духовные семинарии.

## Награды
- 16.04.1868 — орден Святой Анны 3-й степени.
- 13.04.1875 — орден Святого Владимира 4-й степени.
- 16.04.1878 — статский советник.
- 22.08.1880 — знак отличия беспорочной службы за 40 лет.